# Sclerochiton tanzaniensis
Sclerochiton tanzaniensis är en akantusväxtart som beskrevs av K. Vollesen. Sclerochiton tanzaniensis ingår i släktet Sclerochiton och familjen akantusväxter. Inga underarter finns listade i Catalogue of Life.